# Nino Baciaszwili
Nino Baciaszwili (ur. 1 stycznia 1987 w Batumi) – gruzińska szachistka, arcymistrzyni od 2008 roku, od 2018 posiada męski tytuł arcymistrza.

## Kariera szachowa
Kilkukrotnie reprezentowała Gruzję na mistrzostwach świata i Europy juniorek w różnych kategoriach wiekowych, najlepszy wynik osiągając w 2004 r. w Ürgüpie, gdzie na ME do 18 lat zajęła IV miejsce. W tym samym roku podzieliła I m. w mistrzostwach kraju juniorek do 20 lat, natomiast w 2006 r. w tej samej kategorii zdobyła tytuł wicemistrzowski. Była również kilkukrotną finalistką indywidualnych mistrzostw Gruzji, zdobywając dwa medale: złoty (2015) oraz brązowy (2012)
Normy na tytuł arcymistrzyni wypełniła w Kobuleti (2006), Sztokholmie (2008) oraz Płowdiw (2008, indywidualne mistrzostwa Europy). Również w 2008 r. podzieliła I m. w Urmii (wspólnie z m.in. Lilit Galojan i Sopiko Tereladze) oraz podzieliła III m. w Izmirze (za Michaiłem Gurewiczem i Tornike Sanikidze). W 2012 r. zwyciężyła w kołowym turnieju w Moskwie oraz zajęła II m. (za Ingą Czarchalaszwili) w memoriale Krystyny Radzikowskiej w Warszawie, natomiast w 2013 r. w kolejnej edycji memoriału Krystyny Radzikowskiej podzieliła I-II miejsce (wspólnie z Joanną Majdan-Gajewską).
Wielokrotnie reprezentowała Gruzję w turniejach drużynowych, m.in.: dwukrotnie na olimpiadach szachowych (w latach 2012, 2014) oraz  na drużynowych mistrzostwach świata (w roku 2015).
Najwyższy ranking w dotychczasowej karierze osiągnęła 1 lutego 2015 r., z wynikiem 2475 punktów zajmowała wówczas 28. miejsce na światowej liście FIDE, jednocześnie zajmując 3. miejsce (za Naną Dzagnidze i Belą Chotenaszwili) wśród gruzińskich szachistek.